# District de Shamli
 (novembre 2018).
Si vous disposez d'ouvrages ou d'articles de référence ou si vous connaissez des sites web de qualité traitant du thème abordé ici, merci de compléter l'article en donnant les références utiles à sa vérifiabilité et en les liant à la section « Notes et références ».
Le district de Shamli ou Prabuddh Nagar (en hindi : प्रबुद्धनगर  ज़िला) est un district de la division de Saharanpur dans l'État de l'Uttar Pradesh en Inde.

## Description
Son chef-lieu est la ville de Shamli. 
La superficie est de 4 008 km2 et la population était en 2011 de 109 861 habitants.